# Naumburger BC 1920
Naumburger BC 1920 is een Duitse voetbalclub uit Naumburg, Saksen-Anhalt.

## Geschiedenis
De club werd in 1920 opgericht als Naumburger BC 1920. Na de Tweede Wereldoorlog werden alle Duitse clubs ontbonden. De club werd heropgericht en werd in 1947 een BSG onder de naam BSG MWM Vorwärts Naumburg. In 1949 en 1950 splitsen zich andere BSG's van de club af. BSG Einheit Naumburg werd succesvol met afdelingen voetbal, boksen, rolschaatsen, kunstschaatsen, roeien, kegelen en motorsport. Vooral de rolschaatssters waren succesvol, Renate Loeser werd van 1955 tot 1961 vijf keer landskampioene. In 1964 fuseerde BSG Einheit met BSG Rotation tot TSG Naumburg. Renate Bänsch werd in het roeien vicewereldkampioen. In 1974 werd meubelfabriek WiWeNa de sponsor en de naam werd nu BSG WiWeNa Naumburg. In 1981 werd de naam BSG MEWA Naumburg. Na de Duitse hereniging werd opnieuw de historische naam aangenomen. In 2010 wees de club een fusie met eeuwige rivaal Naumburger SV 05 af.

### Voetbal
De club werd in 1920 opgericht en sloot zich aan bij de Midden-Duitse voetbalbond. De club speelde in de competitie van Saale-Elster, dat op dat moment de tweede klasse was van de Kreisliga Saale. In 1923 werd de Kreisliga ontbonden en werd de Saale-Elster competitie terug opgewaardeerd tot hoogste klasse (Gauliga), waardoor er vijf clubs promoveerden uit de tweede klasse, waaronder Naumburger BC. De club speelde in de schaduw van stadsrivaal Naumburger SpVgg 05. De club eindigde steeds bij de laatste twee en werd meermaals gered omdat er geen degradatie was. In 1930 degradeerde de club dan toch na een derde opeenvolgende laatste plaats. Na één seizoen kon de club weer promotie afdwingen en eindigde dan vijfde en in 1933 zelfs vierde, het beste resultaat in de clubgeschiedenis. 
In 1933 werd de competitie grondig geherstructureerd. Alle Midden-Duitse competities werden gedegradeerd tot derde klassen en vervangen door de Gauliga Mitte en Gauliga Sachsen. Voor de Bezirksklasse Halle-Merseburg, die nu de tweede klasse werd, kwalificeerden zich drie teams, waardoor de vierde plaats niet volstond en de club bleef in de Saale-Elstercompetitie, die als Kreisklasse nu het derde niveau werd. De club slaagde er niet meer in tepromoveren. 
Na de oorlog duurde het lange tijd vooraleer de club weer op hoger niveau actief was. In 1966 promoveerde de club naar de Bezirksliga Halle, de toenmalige derde klasse. Na drie jaar degradeerde de club en kon daarna opnieuw van 1973 tot 1980 in de Bezirksliga spelen.
Na de Duitse hereniging zakte de club verder weg naar de zevende klasse.